# 維拉昆卡山 (切卡庫佩區)
14°01′38″S 71°09′34″W / 14.02722°S 71.15944°W
維拉昆卡山（Wila Kunka），是秘魯的山峰，位於該國南部庫斯科大區，由坎奇斯省的切卡庫佩區負責管轄，屬於安地斯山脈的一部分，海拔高度約5,000米。